# Promoball Volleyball Flero
Promoball Volleyball Flero – żeński klub siatkarski z Włoch. Klub został założony w 1972 i ma swoją siedzibę w Flero. 

## Zawodniczki

### Kadra w sezonie 2016/2017
- 1.  Bianka Buša
- 2.  Valdonė Petrauskaitė
- 3.  Ludovica Dalia
- 7.  Gaia Domenighini
- 8.  Zuzanna Efimienko
- 9.  Jennifer Boldini
- 10.  Sanja Malagurski
- 11.  Flore Gravesteijn
- 12.  Jelena Nikolić
- 13.  Giuditta Lualdi
- 16.  Jole Ruzzini
- 17.  Simona Gioli
- 18.  Letizia Aquilino

### Kadra w sezonie 2015/2016
- 1.  Luna Carocci
- 3.  Ludovica Dalia
- 4.  Maren Brinker
- 5.  Berenika Tomsia
- 7.  Cristina Barcellini
- 8.  Giuditta Lualdi
- 9.  Camilla Mingardi
- 11.  Lisa Zecchin
- 13.  Gilda Lombardo
- 15.  Dominika Sobolska
- 17.  Simona Gioli

### Kadra w sezonie 2014/2015
- 3.  Ludovica Dalia
- 4.  Maren Brinker
- 5.  Berenika Tomsia
- 7.  Luna Carocci
- 8.  Sara Alberti
- 9.  Camilla Mingardi
- 10.  Laura Saccomani
- 11.  Rosella Olivotto
- 12.  Serena Milani
- 13.  Patrizia Zampedri
- 16.  Liesbet Vindevoghel
- 17.  Simona Gioli
- 18.  Natalia Serena

### Kadra w sezonie 2013/2014
- 1.  Alessandra Guatelli
- 2.  Sofia Rebora
- 3.  Ludovica Dalia
- 4.  Carlotta Zanotto
- 5.  Lulama Musti de Gennaro
- 6.  Elena Portalupi
- 8.  Sara Alberti
- 10.  Laura Saccomani
- 11.  Stefania Corna
- 12.  Flore Gravesteijn
- 13.  Patrizia Zampedri
- 14.  Serena Milani
- 15.  Anna Kajalina
- 18.  Natalia Serena

## Polki w klubie
| Lata gry  | Imię i nazwisko |
| --------- | --------------- |
| 2014-2016 | Berenika Tomsia |